# Uthausen
Uthausen este o comună din landul Saxonia-Anhalt, Germania.